# Leo Meter
Leo Meter (Keulen, 1911  - Grodno, Polen, 26 juli 1944) was een Duitse illustrator.
Hij kreeg een opleiding aan de Kunstakademie van Düsseldorf met als voornaamste leraar Heinrich Campendonk die door de nazi’s in 1933 wegens zijn Entartete Kunst werd ontslagen. Ook Leo Meter ontkwam niet aan de nazi’s en verbleef in 1933 enige maanden in het concentratiekamp Brauweiler bij Keulen.
In het voorjaar van 1934 vluchtte Meter naar Nederland waar hij de eerste twee jaar illegaal verbleef. Hij trouwt in Brussel met de Joodse, uit Frankfurt am Main afkomstige muzieklerares Elisabeth Plaut, en in 1939 kregen zij een dochter, Barbara Meter, die cineaste werd.
In Amsterdam was hij werkzaam voor het ontwerpbureau Co-op 2, waarvoor hij illustratiewerk verzorgde.
Na mei 1940 voegde Meter zich bij het verzet in Nederland. In december 1942 werd hij gearresteerd en door de Gestapo in 1943 aan de Wehrmacht overgedragen, om gedwongen aan het Oostfront te vechten. Op 26 juli 1944 stierf Leo Meter aan het front bij de Poolse stad Grodno.

## Boeken met illustraties van Leo Meter
- Guermonprez, Paul (samensteller): Adam´s vijfde rib. Schoonheden van het zwakke en zwakheden van het schone geslacht. Amsterdam: Bigot en van Rossum (De Uilenreeks), 1936. Illustraties van Leo Meter
- Amos Comenius, J.: Een reis met de diligence door het tijdperk der tanks, auto's en vliegmachines. Amsterdam: Uitgeversmaatschappij Holland (Déjà-vu-serie, (vóór 1942). Illustraties Leo Meter. 58 pagina's
- Meter, Leo en Guermonprez, Paul: Eva's jongste dochter. Amsterdam: Bigot en van Rossum	(De Uilenreeks), jaren 30. Aforismen
- Guzman, Martin Luis - vertaald door J. Slauerhoff en Dr. G.J. Geers:	In de schaduw van den Leider.; ill. Leo Meter. Boucher, Den Haag.  z.j., 302 blz.
- Meter, Leo: Lieve Barbara. (De brieven die Meter aan zijn Joodse dochter Barbara in Nederland schreef. La Rivière & Voorhoeve, Kampen. 1989, 64 blz. Met facsimiles (tekst en tekeningen in kleur).
- Hell, Jan: Spiegeltje.  Een moraliserende Revue, van heinde en ver bijeengebracht tot Heil, Troost en Vermaak van Flierefluiters en Zwartkijkers in Hemelse, Aardse en Andere zaken - In 5 bedrijven. Contact , Amsterdam 1948, 112 pag.  met illustraties van Leo Meter.
- Giono, Jean: Weer een lente. Den Haag,	Boucher. Vertaling Anton Coolen, 1e dr., illustraties van Leo Meter
- T Guermonprez; Leo Meter; J W F Werumeus Buning. Neerlands zonen, Neerlands helden : oude liederen verhalende en prijzende het leven van menig dapperen strijder voor zijn vaderland. Zeist : Dijkstra’s uitgeverij, 1942.
- Richard Plaut: De kist met de grote S. Een roman voor kinderen. Vertaald door N.Chr.E. van den Bergh-Marcus. Illustraties van Leo Meter. Rotterdam: W.L. & J. Brusse, 1937.